# Dropped-C-Stimmung

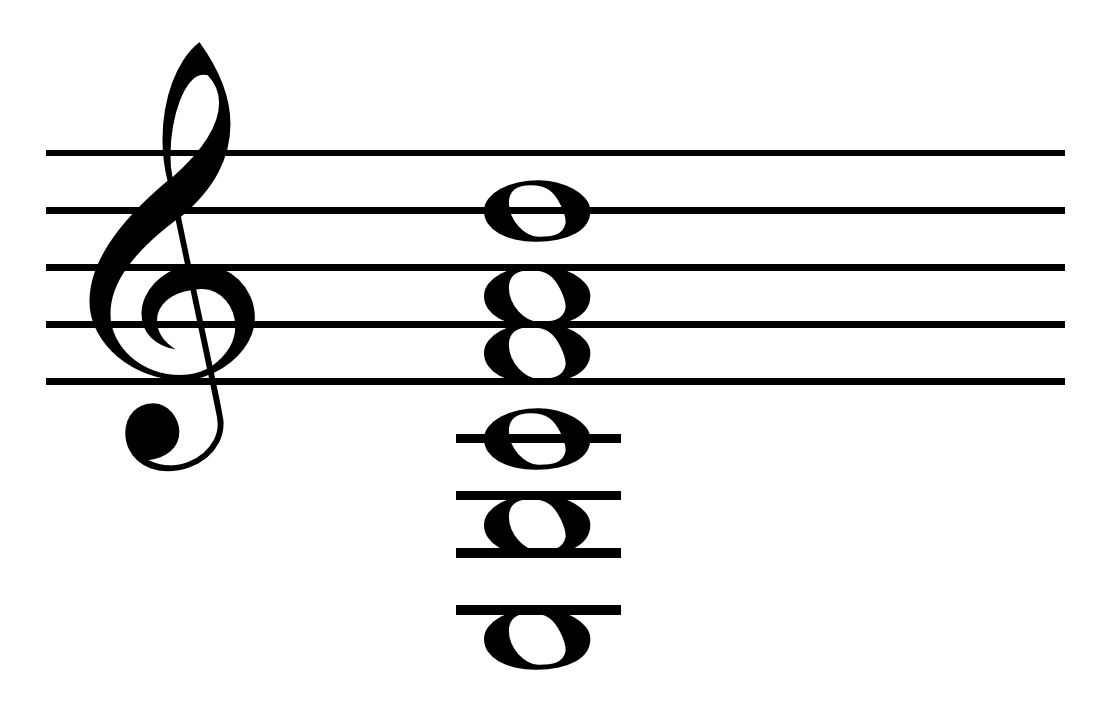
Drop C-Stimmung (CGCFAD)

Die Dropped-C-Stimmung ist eine Skordatur der Gitarre. Hierbei wird die tiefste Saite gegenüber der Standard-Stimmung (E – A – d – g – h – e1) um zwei Ganztöne tiefer gestimmt, während alle anderen Saiten einen Ganzton tiefer gestimmt werden. Somit lautet das Stimmschema einer dropped-C-gestimmten Gitarre C – G – c – f – a – d1.
Die Dropped-C-Stimmung kann auch als eine einen Ganzton tiefer gestimmte Dropped-D-Stimmung beschrieben werden. Meistens ist sie im Metalcore und im Nu Metal anzutreffen, aber auch einige Bands aus anderen Metal- und Post-Hardcore-Stilen verwenden dropped-C-gestimmte Gitarren und Bässe. Oft werden hier dickere Saitenstärken gewählt.

## Musikbeispiele
Liedbeispiele in Dropped-C-Stimmung:
- August Burns Red – Diverse
- Children of Bodom – Diverse
- Metallica – St. Anger
- Heaven Shall Burn – Diverse
- As I Lay Dying – Alle Stücke auf Shadows Are Security
- Rammstein – Diverse, u. a. Deutschland, Reise Reise und Los
- Bullet for My Valentine – Diverse
- Black Veil Brides – Diverse
- System of a Down – Alle Titel auf System of a Down und Toxicity
- Hatebreed – Alle Lieder auf The Rise of Brutality
- Chimaira – Alle Titel auf Resurrection
- DevilDriver – Alle Stücke auf The Last Kind Words
- We Butter the Bread with Butter – Diverse
- Mastodon – Diverse, u. a. The Motherload
- Threat Signal – Diverse
- Three Days Grace – Diverse
- A Day to Remember – The Plot to Bomb the Panhandle
- Skillet – Monster
- Crush 40 – I Am All of Me
- Biffy Clyro – Diverse
- Slipknot – Diverse
- Escape the Fate – This War Is Ours
- Enter Shikari – Warm Smiles Do Not Make You Welcome Here
- Nickelback – Someday
- Daughter – No Care